# Erica loganii
Erica loganii är en ljungväxtart som beskrevs av Robert Harold Compton. Erica loganii ingår i släktet klockljungssläktet, och familjen ljungväxter. Inga underarter finns listade i Catalogue of Life.